# 水曜日の凱歌
『水曜日の凱歌』（すいようびのがいか、英: A Triumphal Song on Wednesdays）は、日本の小説家乃南アサによる小説である。
『小説新潮』2013年3月号から2014年8月号までに連載された。単行本は、2015年7月22日に新潮社より刊行された。単行本の装幀は、新潮社装幀室による。単行本の装画は、影山徹による。2015年度の第66回芸術選奨の文部科学大臣賞を受賞する。文庫版は、2018年8月1日に新潮文庫より刊行された。

## あらすじ
二宮鈴子は、1931年（昭和6年）8月15日に東京市で生まれた。父親が運送会社の経営者であり、比較的裕福な家庭で育った鈴子であったが、父親は、事故に遭って亡くなり、兄は戦争で命を落とし、もう1人の兄は、戦地へ行ったまま行方不明になり、姉妹は、空襲に遭って亡くなった。その結果、7人家族のうち、鈴子と母親のつたゑの2人だけが残った。戦争が終わってしばらくの後、英語を話すことができるつたゑは、鈴子の父親の学生時代からの友人であるという宮下の伝手で、特殊慰安施設協会 (RAA) という組織で通訳として働くことになる。

## 主な登場人物
二宮鈴子
少女。
二宮つたゑ
鈴子の母親。
宮下
鈴子の父親の学生時代からの友人。

## 書評
文化庁のウェブページには、「すこぶる平易で親しみやすい文章で、そこに関わる男女の心情や人生のみならず、国家と人権、戦争と平和といったテーマに切り込んだ、社会性と娯楽性を兼ね備えた大作である」「思春期の少女の視点からこうした問題を取り上げ、物語の形で時代を浮かび上がらせたものはかつてなく、日本の現代史を踏まえ、扱いにくいテーマに誠実に向き合い、丁寧に掘り下げてきた」との評価が掲載されている。
フリーライターの井上理津子は、「登場する主だった人たちすべてに深みがある」「『慰安婦』自身の働きぶりの描写はないのに、外堀からその生々しさが浮かび上がる筆さばきに、ぐいぐい引き込まれる」と評価している。